# Mercy-le-Bas
Mercy-le-Bas ist eine französische Gemeinde mit 1.276 Einwohnern (Stand: 1. Januar 2022) im Département Meurthe-et-Moselle in der Region Grand Est (bis 2015 Lothringen). Die Gemeinde gehört zum Arrondissement Val-de-Briey und ist Mitglied im Gemeindeverband Communauté de communes Cœur du Pays-Haut.

## Geographie
Mercy-le-Bas liegt im nördlichen Teil des Départements, etwa 20 Kilometer nordwestlich von Val de Briey. Die nördliche Gemeindegrenze bildet die Crusnes. Umgeben wird Mercy-le-Bas von den Nachbargemeinden Boismont im Nordwesten und Norden, Bazailles im Norden, Joppécourt im Osten, Mercy-le-Haut im Südosten, Xivry-Circourt im Süden, Saint-Supplet im Westen sowie Han-devant-Pierrepont im Nordwesten. 

## Bevölkerungsentwicklung
| Jahr                       | 1962 | 1968 | 1975 | 1982 | 1990 | 1999 | 2006 | 2019 |
| -------------------------- | ---- | ---- | ---- | ---- | ---- | ---- | ---- | ---- |
| Einwohner                  | 1928 | 1788 | 1619 | 1428 | 1323 | 1316 | 1337 | 1281 |
| Quellen: Cassini und INSEE |      |      |      |      |      |      |      |      |

## Sehenswürdigkeiten
- Pfarrkirche Saint-Rémy, ursprünglich aus dem 13. Jahrhundert, Umbauten aus dem 15./16. Jahrhundert
- Kapelle Sainte-Anne, im 17. Jahrhundert erbaut
- Kapelle Notre-Dame-de-Lourdes aux Cités
- Mühle aus dem 13. Jahrhundert

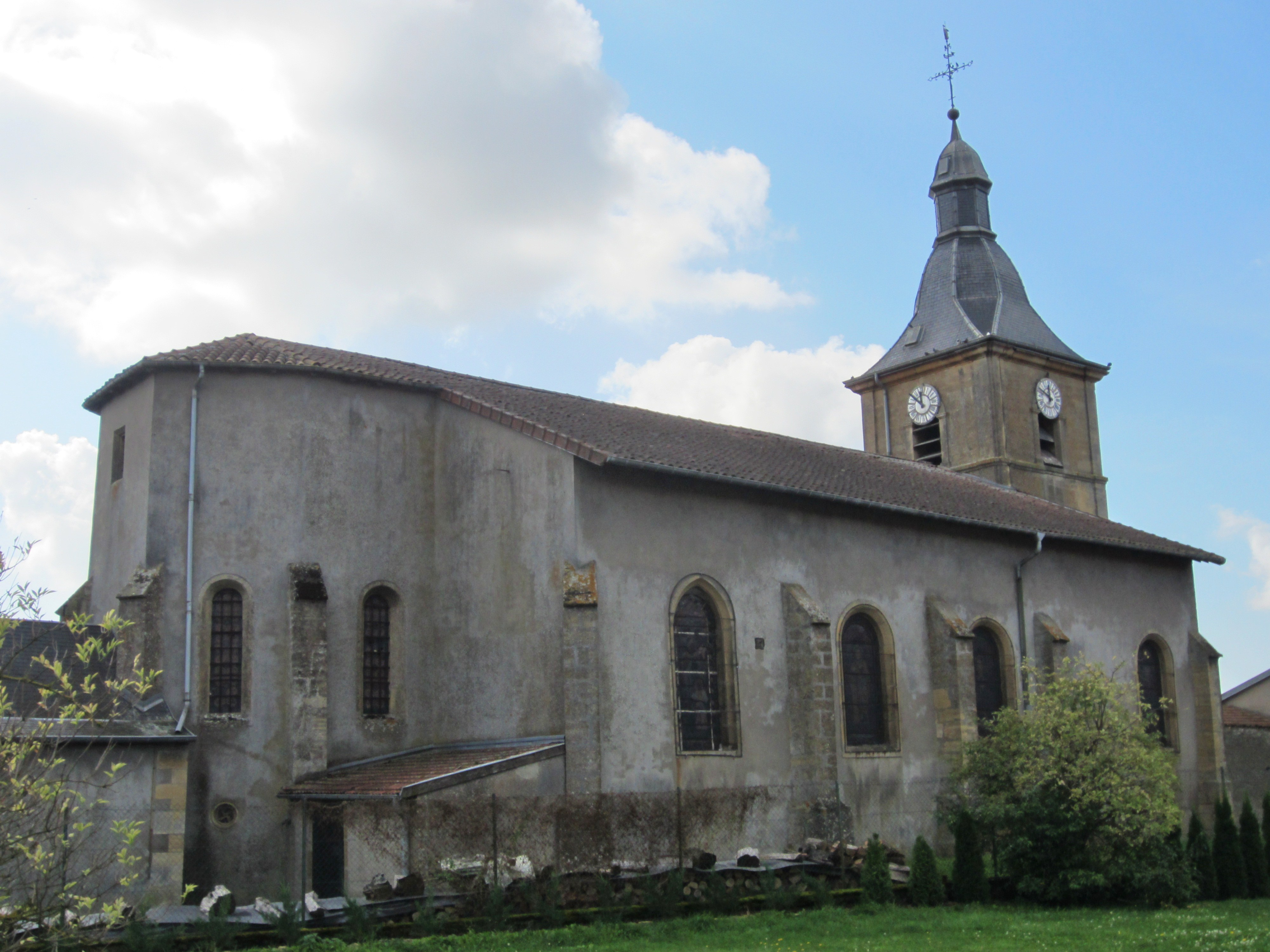
Pfarrkirche Saint-Rémy
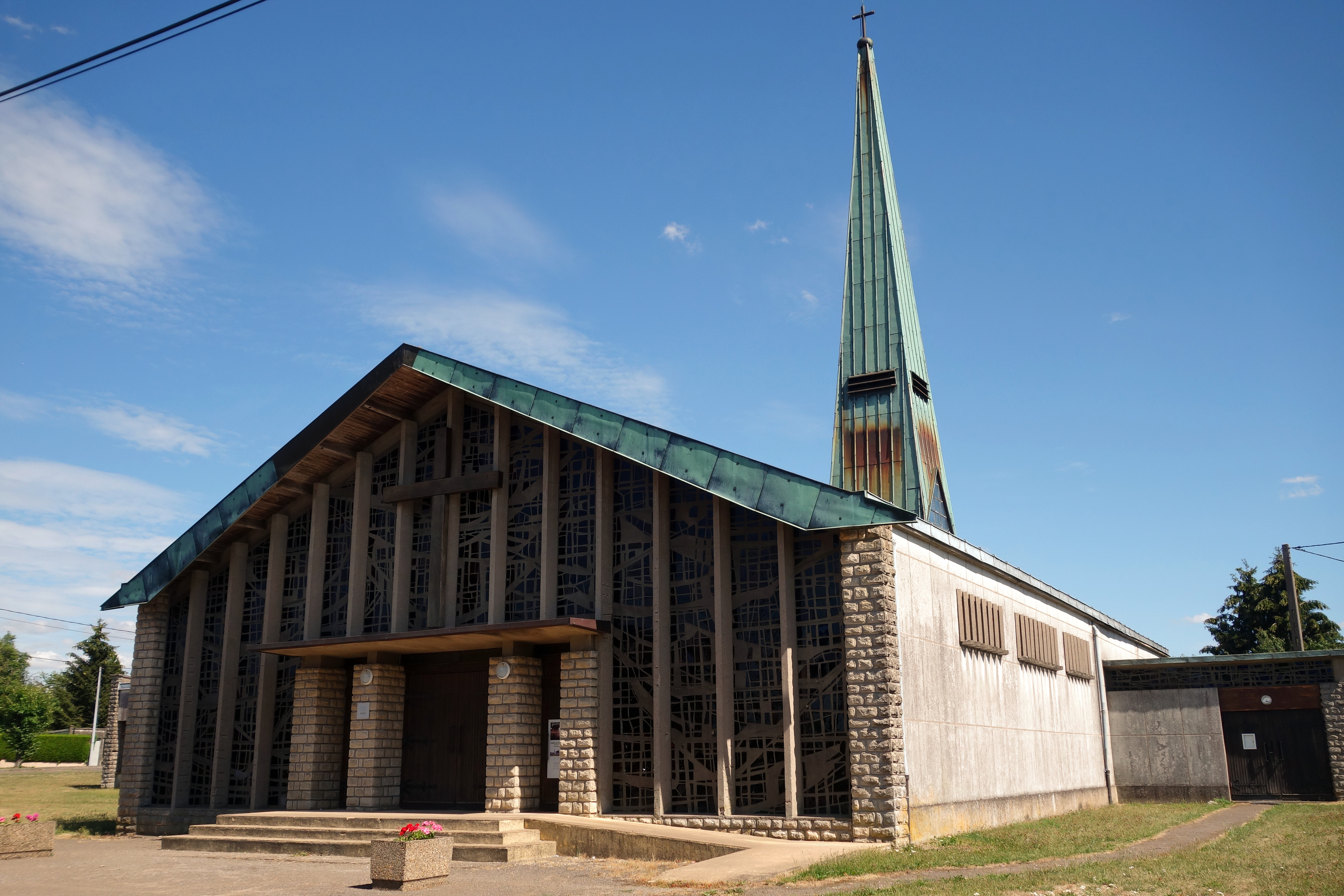
Kapelle Notre-Dame-de-Lourdes
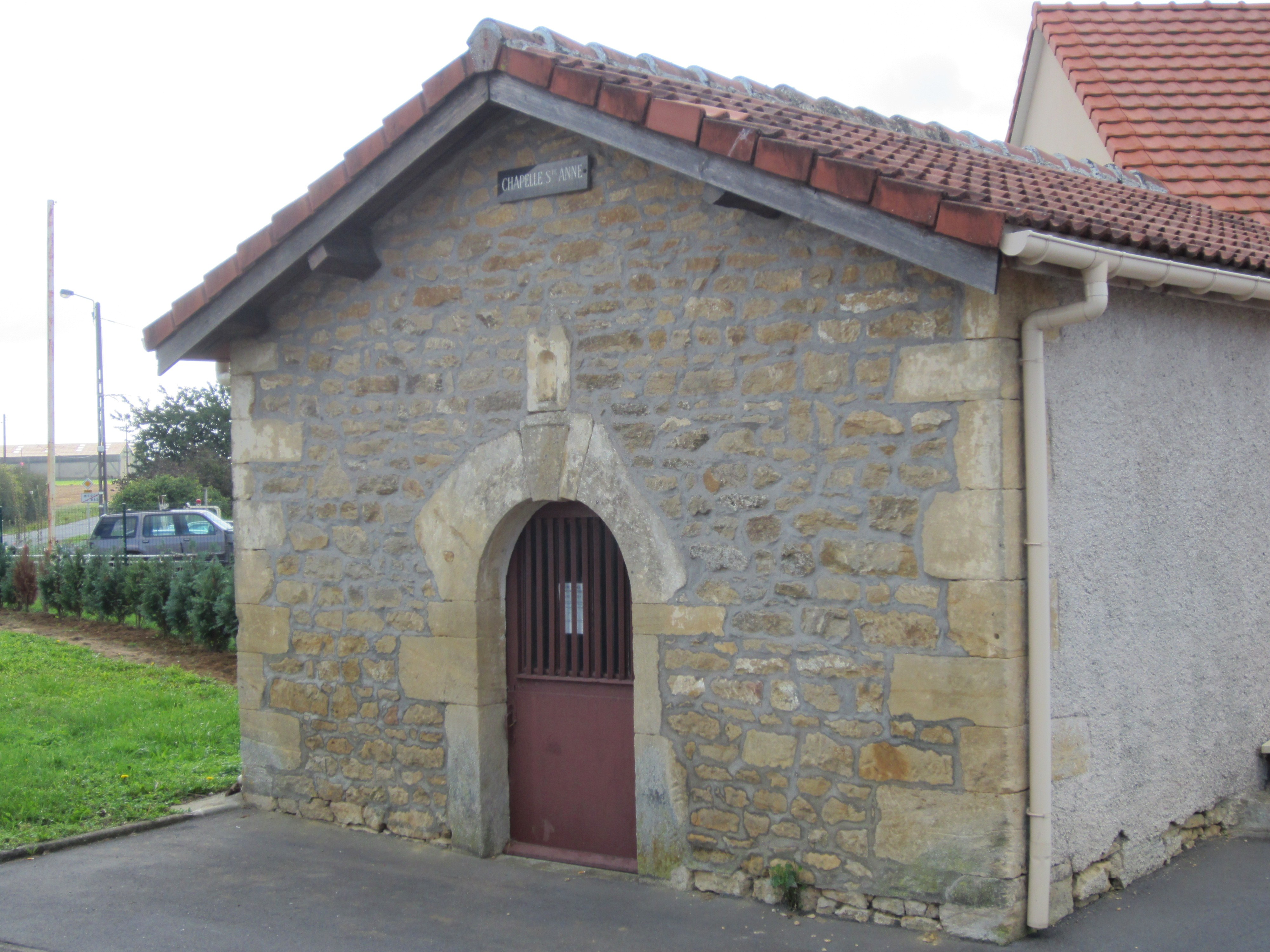
Kapelle Sainte-Anne